# AgustaWestland AW139
Die AgustaWestland AW139 ist ein mittelschwerer fünfzehnsitziger Mehrzweckhubschrauber des italienischen Rüstungskonzerns Leonardo. Die AW139 wird sowohl für zivile als auch militärische Zwecke verwendet.

## Entwicklung
Der Hubschrauber wurde in den 1990er-Jahren zunächst von dem italienischen Hersteller Agusta und von dem US-amerikanischen Hersteller Bell Helicopter gemeinschaftlich unter der Bezeichnung AB139 entwickelt. Nach dem Ausstieg von Bell führte Agusta nach der Fusion mit dem englischen Unternehmen Westland das Projekt unter dem Namen AgustaWestland AW139 alleine weiter.
Der Erstflug des AW139-Prototyps fand am 3. Februar 2001 im norditalienischen Vergiate statt, die erste Serienmaschine flog am 24. Juni 2004, die erste Maschine wurde ein Jahr später ausgeliefert. Bis Ende 2008 gingen über 430 Bestellungen (etwa 200 ausgeliefert) aus mehr als 40 Ländern ein. Seit Mai 2010 ist optional eine Enteisungsanlage erhältlich.
Im Rahmen der Bestellung von Algerien (siehe unten) errichtete Leonardo mit der 2020er Jahre ein weiteres Montagewerk bei Sétif am Rande des Flughafens Ain Arnat.

## Varianten

### AB139
Die von Agusta und Bell gemeinsam entwickelte Originalversion. Es wurden 54 Stück gebaut.

### AW139
AW139 ist die Bezeichnung ab der 55. Maschine, die nach dem Ausstieg von Bell weiter in Italien produziert wurden.
Die AW139 wurde auch in einer Lang-Nasen-Ausführung gebaut, die den Einbau von Avionikelementen ermöglichte.

### AW139M
Eine militärische Bauform, ermöglicht das Tragen von Waffen.

### HH-139A/B

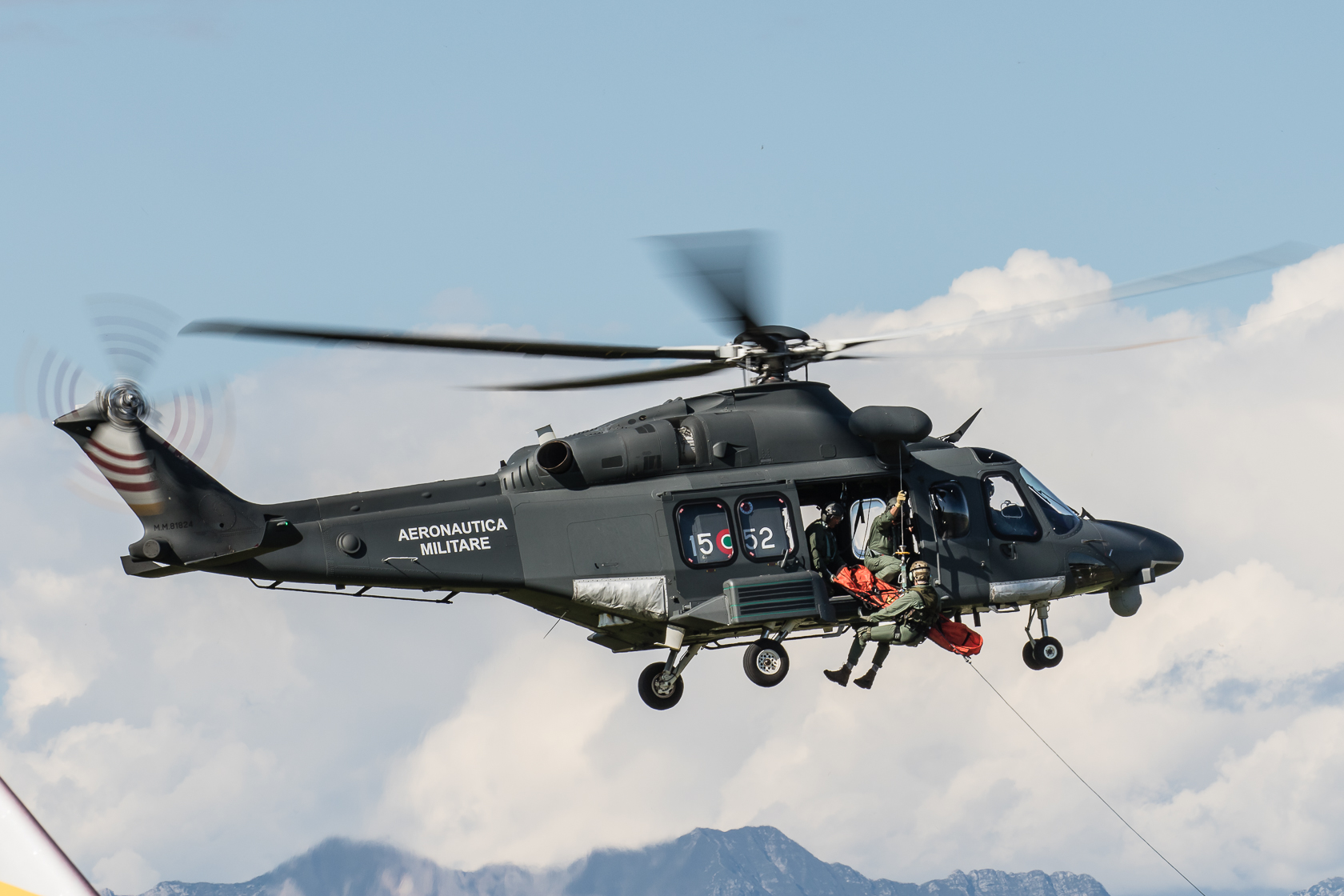
HH-139A der Aeronautica Militare während einer Such- und Rettungsübung

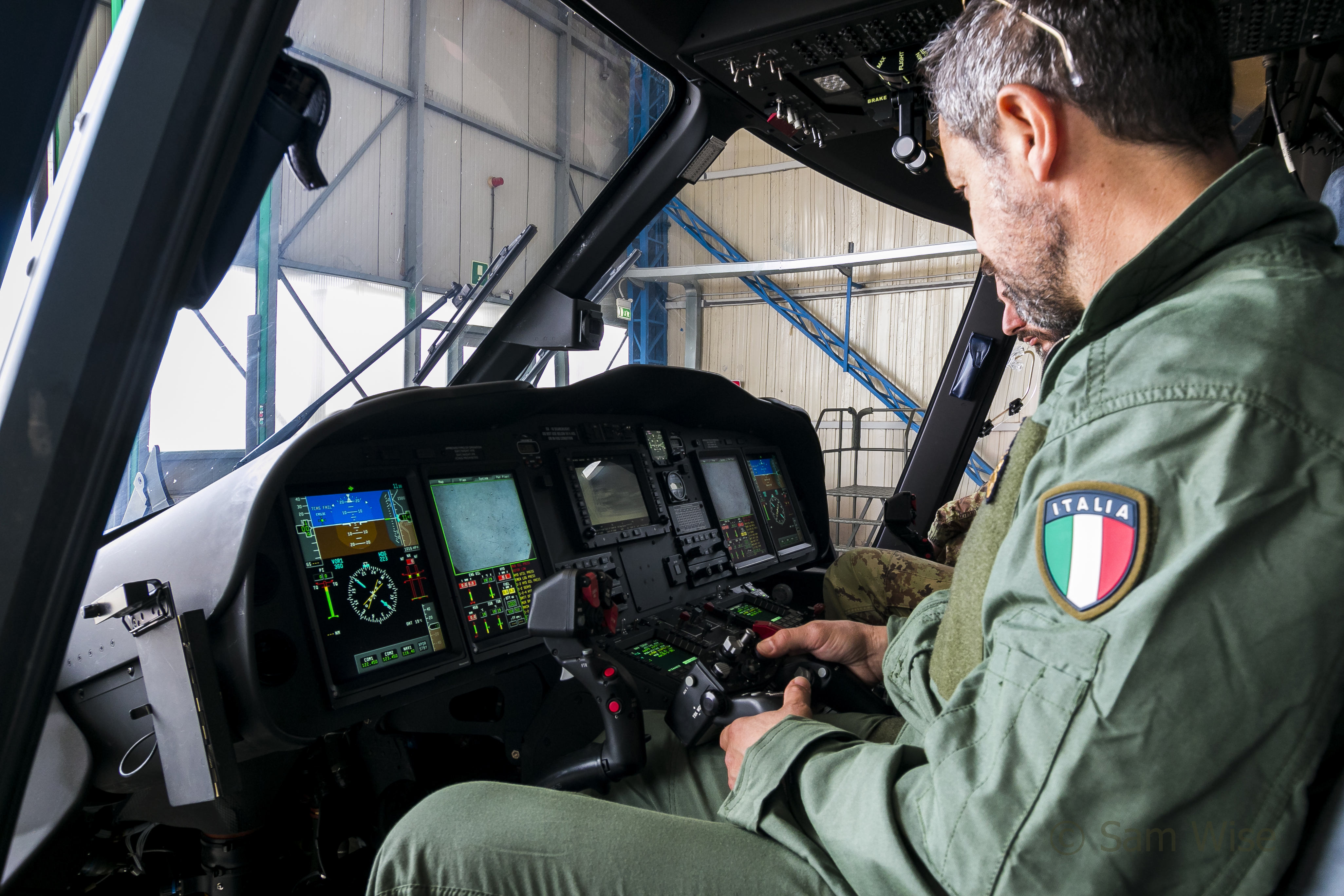
Cockpit eines HH-139

Bezeichnung der für SAR konfigurierten Maschinen des Typs AW139M der italienischen Luftwaffe Aeronautica Militare. Zu den 13 zunächst bestellten HH-139A kommen 17 leicht verbesserte HH-139B.

### VH-139A
Bezeichnung der italienischen Luftwaffe für Maschinen, die für V.I.P.-Flüge ausgerüstet wurden.

### MH-139A

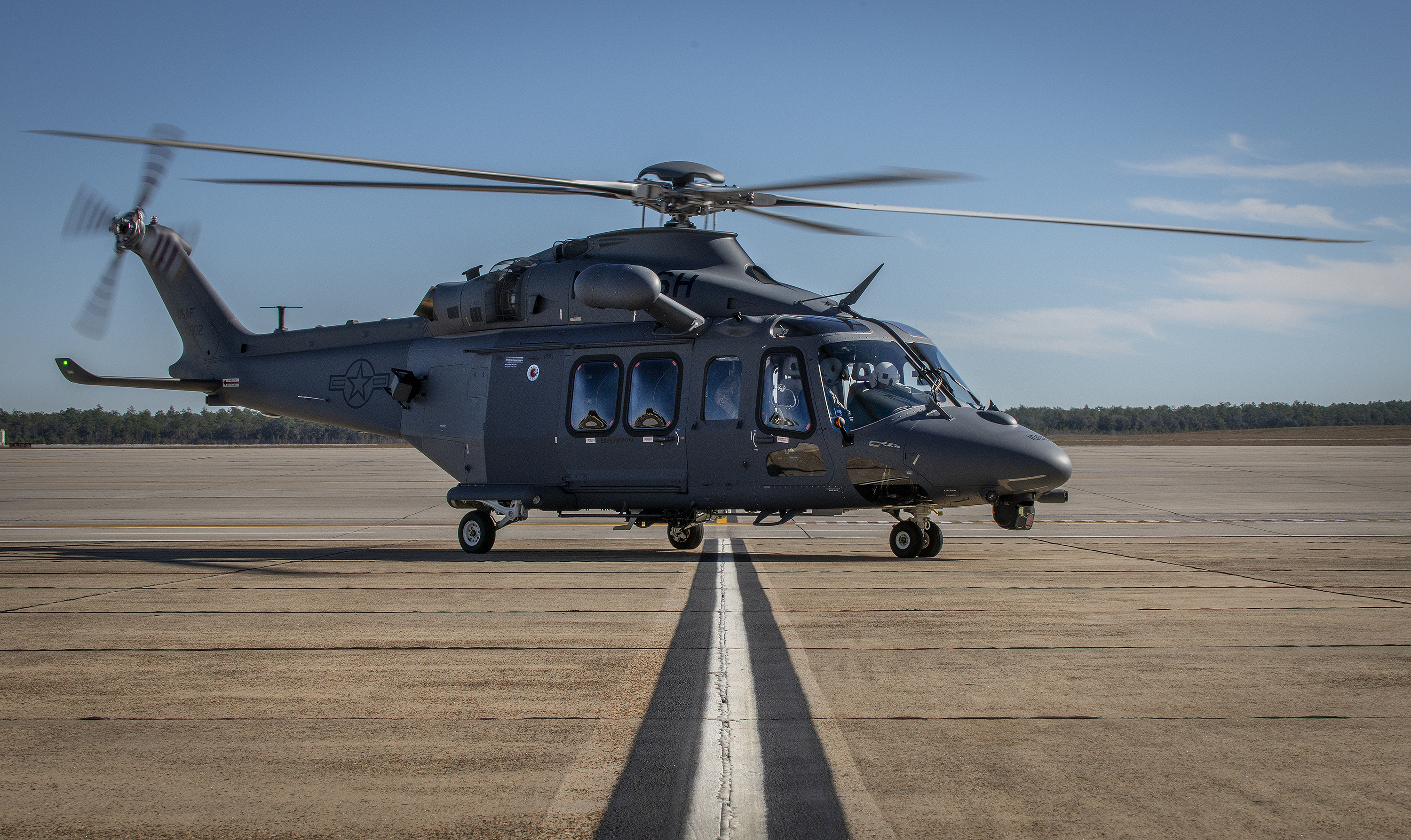
Der erste Hubschrauber MH-139 wurde im 19. Dezember 2019 an die USAF ausgeliefert.

Eine von Boeing in Lizenz gebaute militärische Variante der AW139 für die U.S. Air Force, von ihr als „Grey Wolf“ bezeichnet.

### AW149
Eine militärische Version der AB139 ist die etwas vergrößerte AgustaWestland AW149 (16,91 m lang, 5,05 m hoch). Der zwanzigminütige Erstflug des ersten Prototyps erfolgte am 13. November 2009. Der Erstflug des zweiten Prototyps mit den späteren Serientriebwerken General Electric CT7-2E1 und FADEC fand 2010 statt. Das Modell hat einschusstolerante Rotorblätter und Kabine und ein Getriebe, welches 50 Minuten trocken weiterlaufen kann. Polen unterzeichnete 2022 einen Vertrag zur Beschaffung von 32 AW149 für 1,8 Milliarden Euro. Weitere 24 AW149 sind für Ägypten im Einsatz, Thailand betreibt 6 Stück.

### AW189
Die AW189 ist eine Weiterentwicklung der AW149 und wurde im Juni 2011 erstmals der Öffentlichkeit vorgestellt. Der Hubschrauber für 18 Passagiere wird von zwei General Electric CT7-2E1 angetrieben, verfügt über eine APU und wird als Mitbewerber zur Eurocopter EC 175 angesehen. Der Erstflug des Prototyps fand am 21. Dezember 2011 auf dem Werksgelände von AgustaWestland Cascina Costa bei Samarate statt. Die Zulassung nach EASA CS 29 und FAA Part 29 wurde am 7. Februar 2014 erreicht, im selben Jahr wurde die Auslieferung der mehr als 130 Bestellungen begonnen.

## Technik
Die AW 139 wird von zwei Pratt & Whitney Canada PT6C-67C-Wellenturbinen angetrieben. Der Hauptrotor besteht aus fünf Rotorblättern, den Drehmomentausgleich übernimmt ein vierblättriger Heckrotor. Teile der AW 139 werden beim polnischen Luftfahrzeughersteller PZL gefertigt; die Montage des Hubschraubers findet im US-Bundesstaat Pennsylvania statt. Im Juni 2010 wurde eine Kooperation mit Russian Helicopters bekanntgegeben, um die Hubschrauber auch in der russischen Stadt Tomilino herzustellen.

## Technische Daten

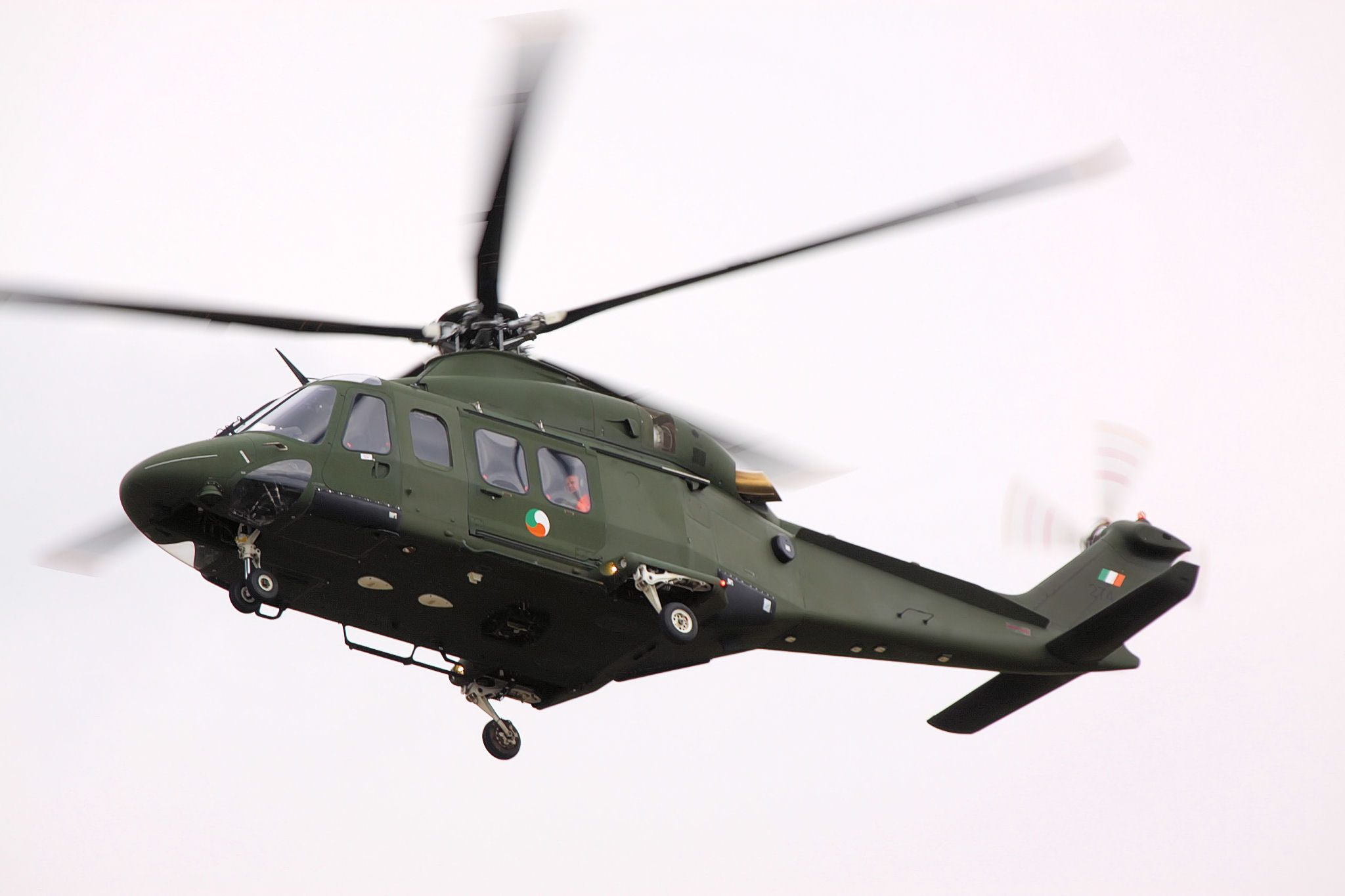
AW139 des Irish Air Corps

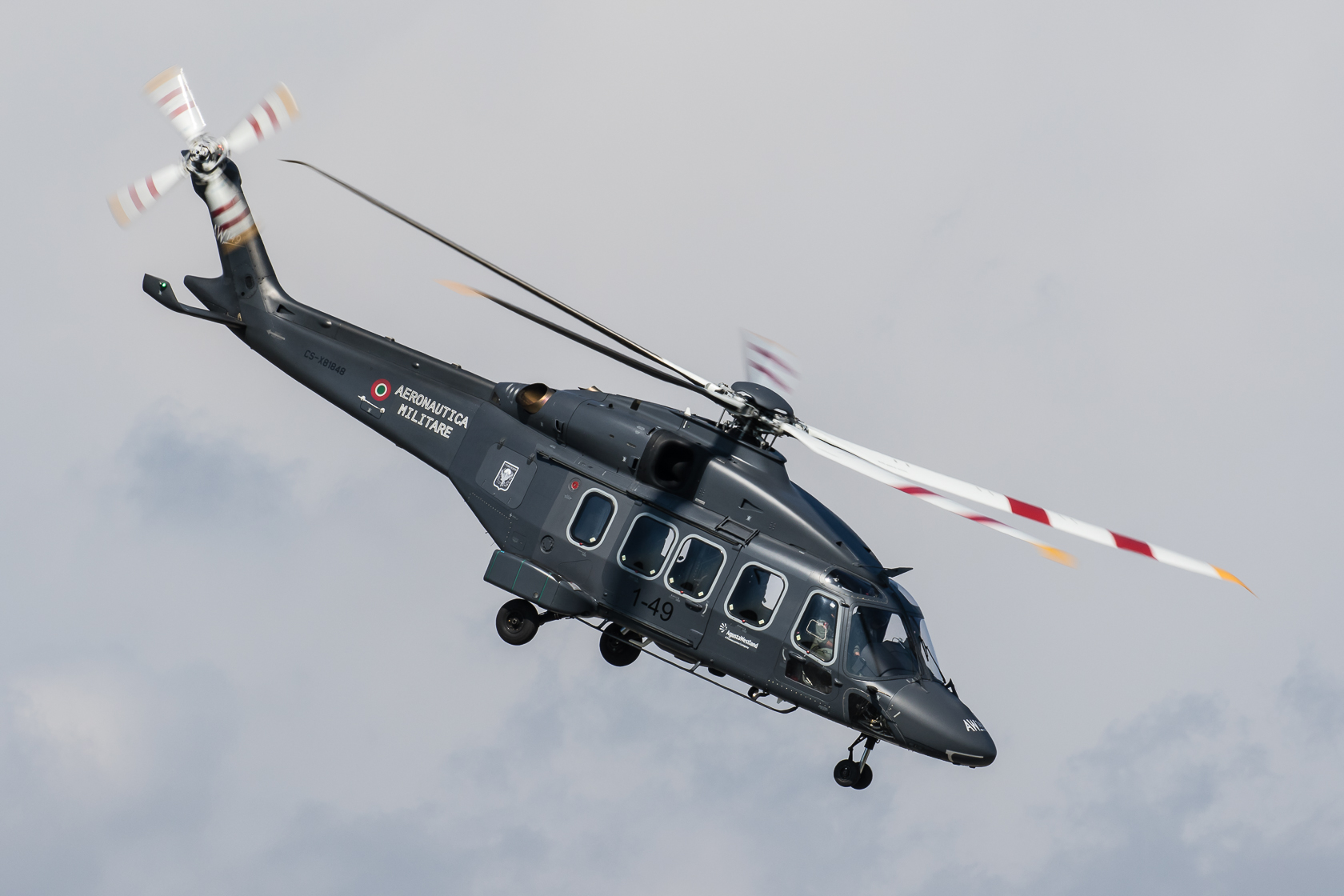
AW149 der Aeronautica Militare

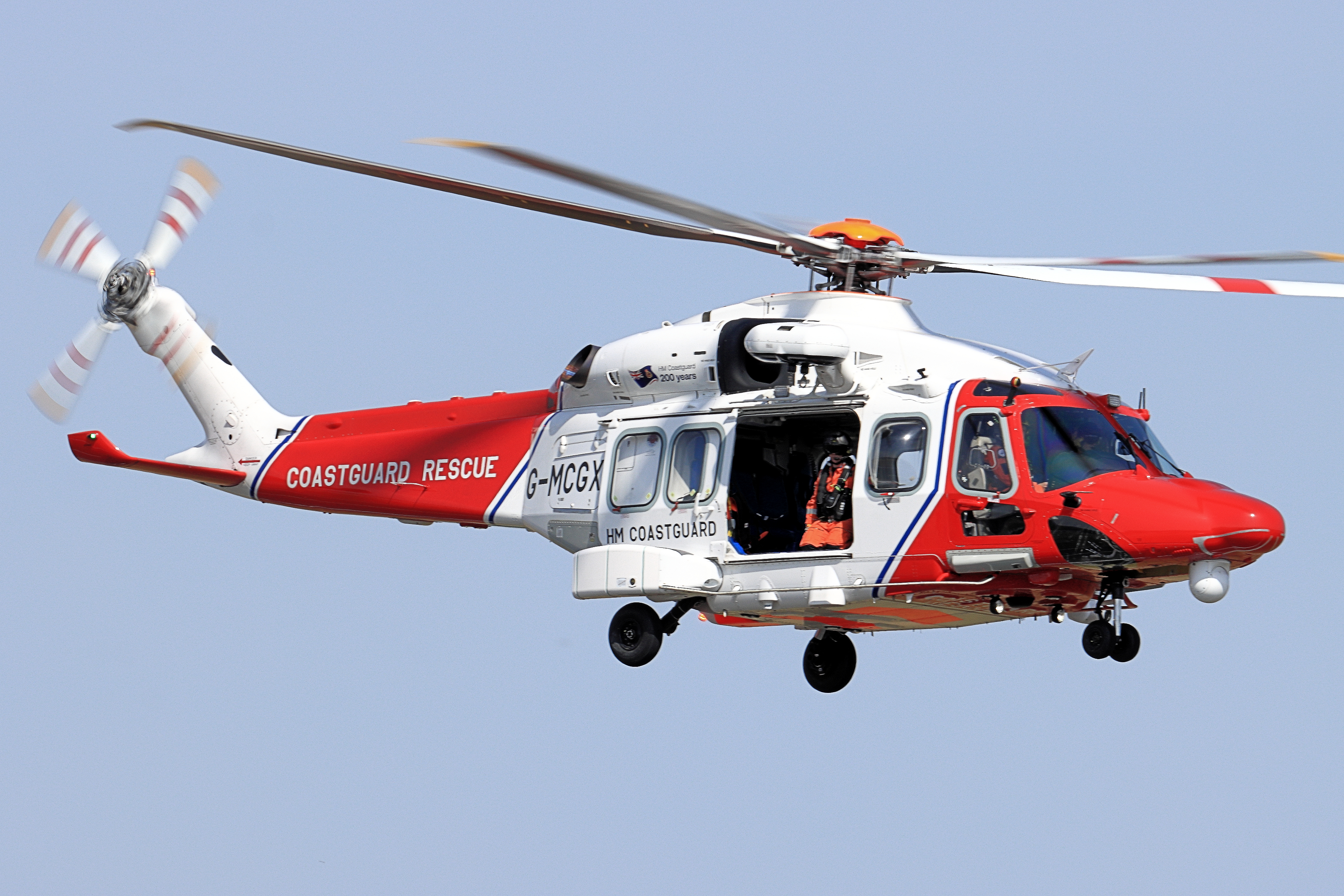
AW189 der HM Coastguard

| Kenngröße             | AW139                               | AW149                        | AW189                        |
| --------------------- | ----------------------------------- | ---------------------------- | ---------------------------- |
| Besatzung             | 2 (Crew) + 15 (Passagiere)          | 2 + 18                       | 2 + 16…18                    |
| Gesamtlänge           | 16,65 m                             | 17,57 m                      |                              |
| Rumpflänge            | 13,52 m                             | 14,6 m                       |                              |
| Rumpfbreite           | 2,06 m (3,50 m mit Fahrwerk)        | 2,55 m                       |                              |
| Rotordurchmesser      | 13,80 m                             | 14,60 m                      |                              |
| Höhe                  | 4,94 m                              |                              |                              |
| Leermasse             | 4.819 kg                            |                              |                              |
| max. Startmasse       | 6.400 kg / 6.800 kg                 | 8.600 kg                     | 8.000 kg                     |
| max. Nutzlast         | 2.778 kg                            |                              |                              |
| Höchstgeschwindigkeit | 310 km/h                            | 278 km/h                     |                              |
| Marschgeschwindigkeit | 290 km/h                            |                              | 275 km/h                     |
| Steigrate             | > 10,0 m/s                          |                              |                              |
| Dienstgipfelhöhe      | 5.931 m                             |                              |                              |
| Reichweite            | 1.061 km                            |                              | 260 km (Einsatzradius)       |
| Triebwerk             | 2 × Pratt & Whitney Canada PT6C-67C | 2 × General Electric CT7-2E1 | 2 × General Electric CT7-2E1 |
| Wellenleistung        | 2 × 1.252 kW                        | 2 × 1.477 kW                 |                              |
| Betriebskosten        | 1930 US-Dollar pro Stunde           |                              |                              |

## Stückpreis
Der Preis pro Maschine beträgt je nach Ausstattungsvariante ab 16 Millionen US-Dollar.

## Militärische Nutzer
Algerien
Algerische Luftwaffe: 11 AW139
Algerische Marine: 4 AW139
 Ägypten
Egyptian Air Force: 36, 4 AW139, 24 AW149, 8 AW189
 Bangladesch
Bangladesh Air Force: 4 AW139
 Irland
Irish Air Corps: 6 AW139 werden vom Irish Air Corps betrieben
 Italien
Italienische Luftwaffe: 34, 13 HH-139A und 17 HH-139B im Dienst des 15. Hubschraubergeschwaders, 2 VH-139A beim 31. Geschwader in Rom (Flugbereitschaft), 2 weitere VH-139A im Auftrag des Zivilschutzes betrieben.
 Katar
Katarische Luftwaffe: 19 AW139
 Kenia
Kenianische Luftwaffe: 3 AW139
 Libanon
Libanesische Flugbereitschaft: 1 AW139 wird von der Flugbereitschaftsstaffel zur Beförderung des Präsidenten genutzt. Die Maschine ist dem Libanon als Geschenk vom Emir von Katar überbracht worden.
 Libyen
Libysche Luftwaffe: 1 AW139
 Malaysia
Royal Malaysian Air Force: 3 AW139
 Malta
Maltese Air Wing: 3 AW139
 Nordmazedonien
Armee der Republik Nordmazedonien: 3 AW149 (Auswahlentscheidung 2024)
 Nigeria
Nigerianische Luftwaffe: 1
Nigerianische Marine: 1
 Pakistan
Pakistan Air Force: 12 AW139 in der SAR-Version im Dienst der 88. Combat Support Squadron and Advanced Helicopter Training School, stationiert auf der Shahbaz Air Base in Jacobabad
Pakistan Army: 7 AW139
 Panama
Panamanian Public Forces 6 AW139
 Polen
Luftstreitkräfte der Republik Polen: 32 AW149 (Zulauf 2023 bis 2029)
 Slowenien
Slowenische Luftstreitkräfte: 6 AW139M (Bestellung 2023)
 Thailand
Royal Thai Army: 13, 8 AW139, 5 AW149
 Trinidad und Tobago
Trinidad and Tobago Defence Force: 4 bestellt
 Vereinigte Arabische Emirate
UAE Air Force: 8 bestellt in VIP-Version
 Vereinigtes Königreich
His Majesty’s Coastguard: 10 AW189
 Vereinigte Staaten
United States Air Force: 56 MH-139A
 Zypern
Cyprus Air Force: 3

## Staatliche und zivile Nutzer
Australien
- Emergency Management Queensland[29]
- Ambulance Service of New South Wales[30]

 Aserbaidschan
- Azerbaijan Airlines[31]

 Bulgarien
- Grenzpolizei Bulgarien[32]

 Deutschland
- HSi HeliService international[33]
- WIKING Helikopter Service GmbH[34]

 Estland
- Grenzschutz – 3 Maschinen[35]

 Färöer
- Atlantic Airways – 2 Maschinen

 Indien
- (Regierung von Andhra Pradesh)

 Irland
- Lease Corporation International[36]

 Italien
- Staatspolizei[37]

- Finanz- und Zollpolizei[38]
- Küstenwache[39]

 Japan
- Polizei der Präfektur Tokio
- Küstenwache

 Kanada
- CHC Helicopters

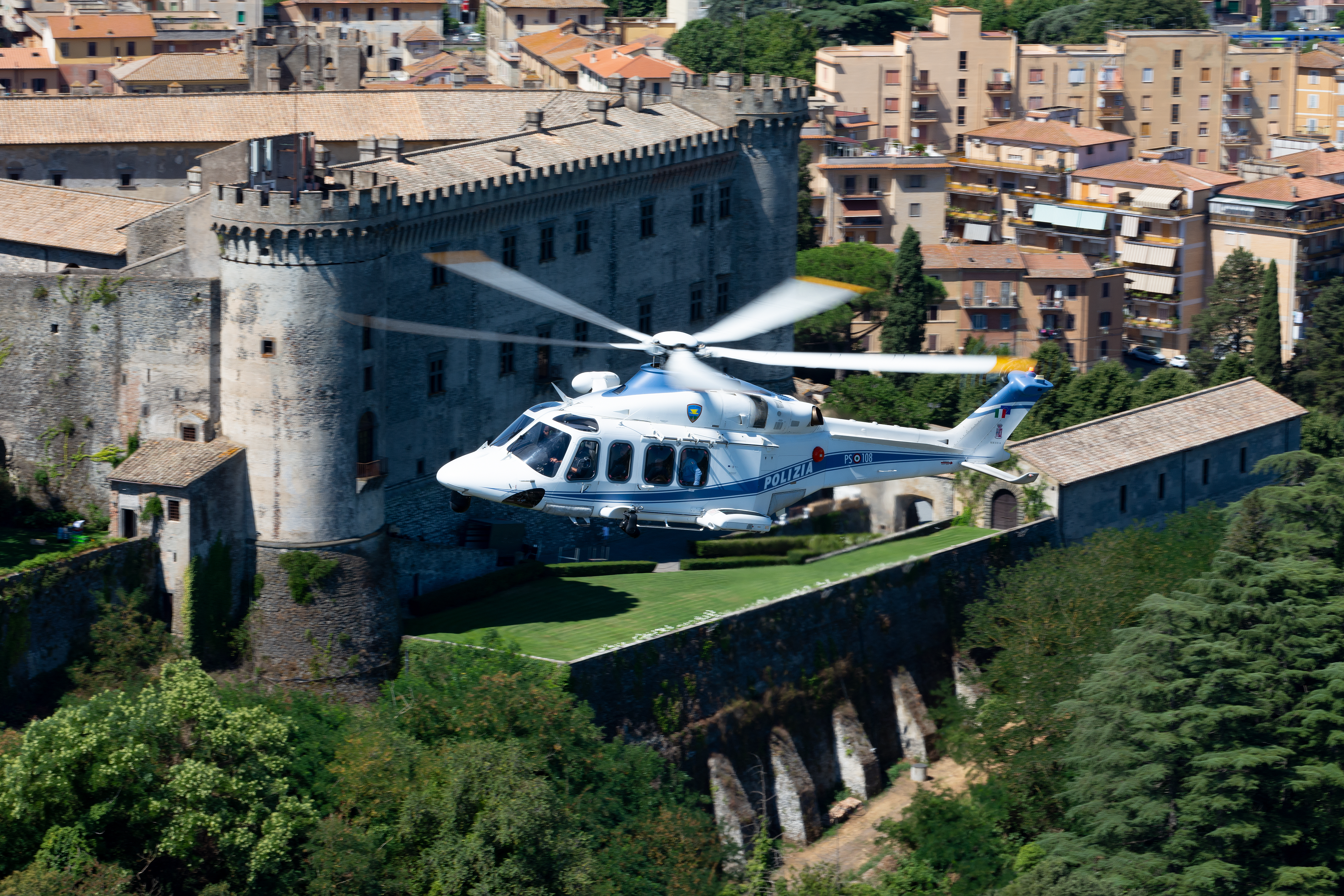
AW139 der Polizia di Stato

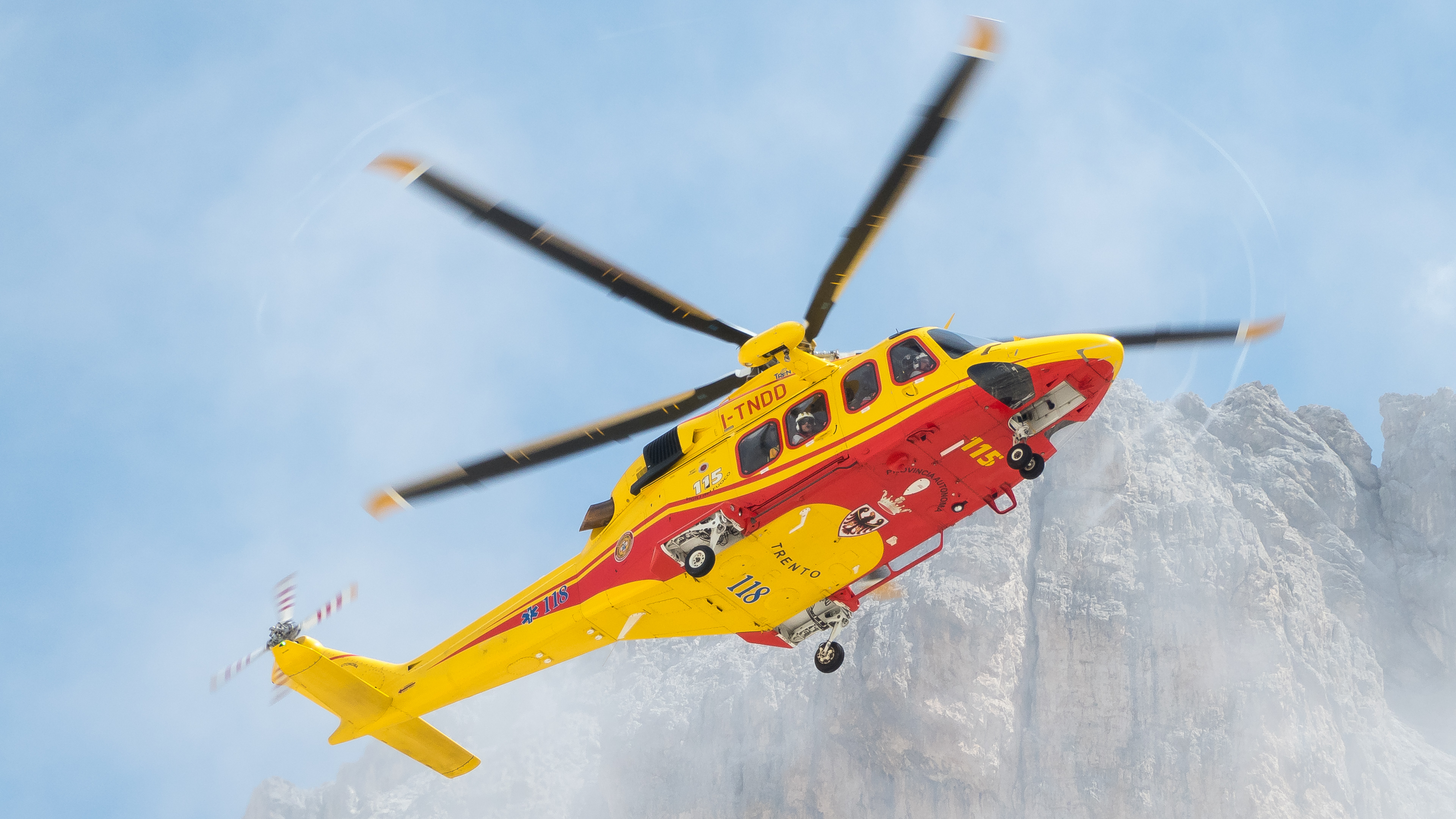
Rettungshubschrauber I-TNDD der Autonomen Provinz Trient.

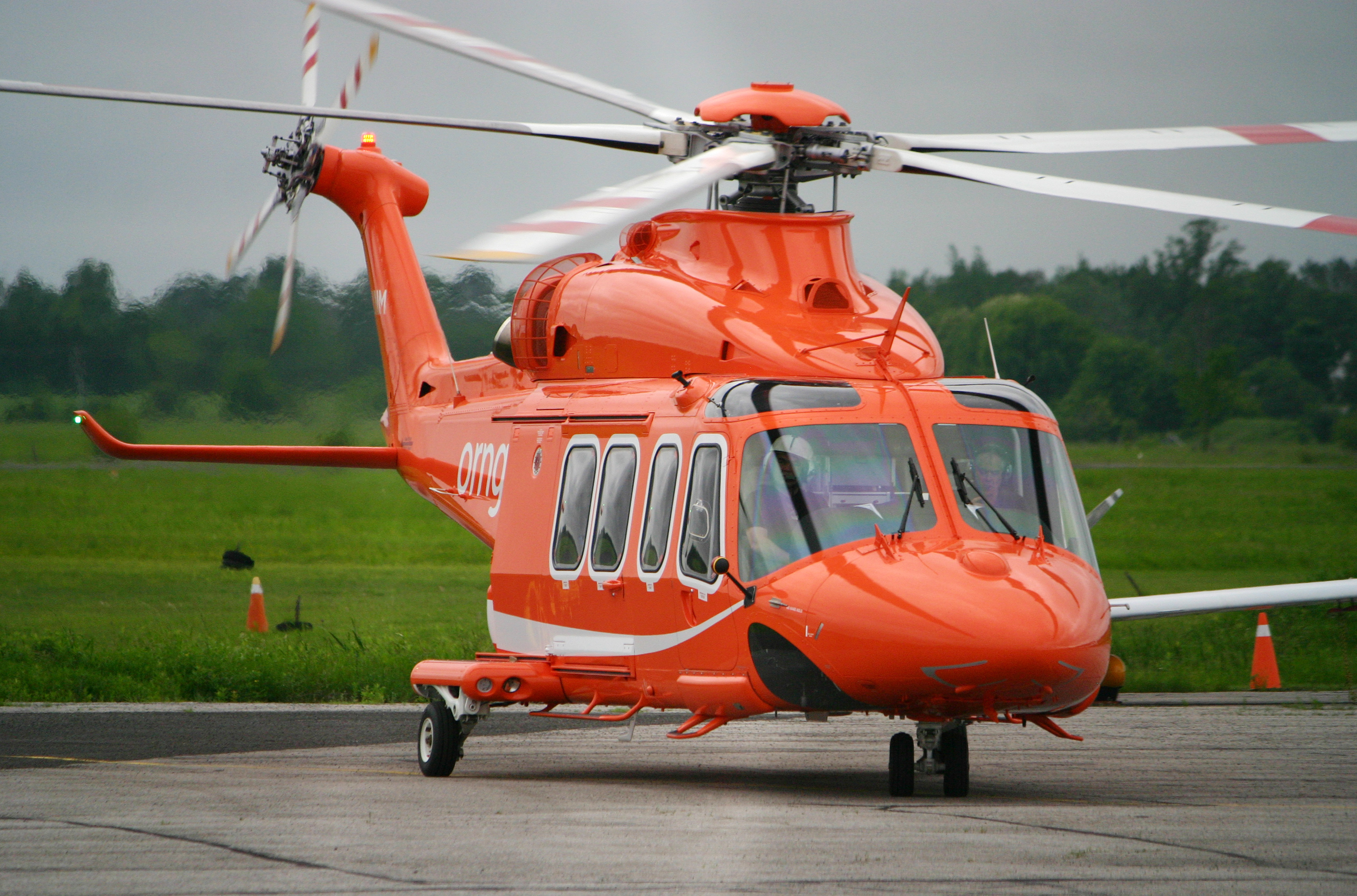
Ornge AW139 Air Ambulance

- ORNGE (früher Ontario Air Ambulance) – 10 Maschinen[40]
- STARS (Shock Trauma Air Rescue Society) – 2 Maschinen[41]

 Katar
- Gulf Helicopters[42]
- Hamad Medical Corporation[43]

 Malaysia
- Malaysian Maritime Enforcement Agency – 3 Maschinen[44]
- Weststar Aviation[45]

 Namibia
- Namibia (Government Air Transport Unit)

 Niederlande
- Caribbean Coastguard[46]
- Nationale Politie[47]
- Korps Landelijke Politiediensten

 Norwegen
- Lufttransport AS[48]

 Oman
- Polizei

 Spanien
- Seenotrettung – 8 Maschinen[49]

 Südkorea
- Küstenwache

 Schweden
- Maritime Rescue Group[50]

 Vereinigte Staaten
- Los Angeles City Fire Department[51]
- Maryland State Police[52]
- New Jersey State Police[53]

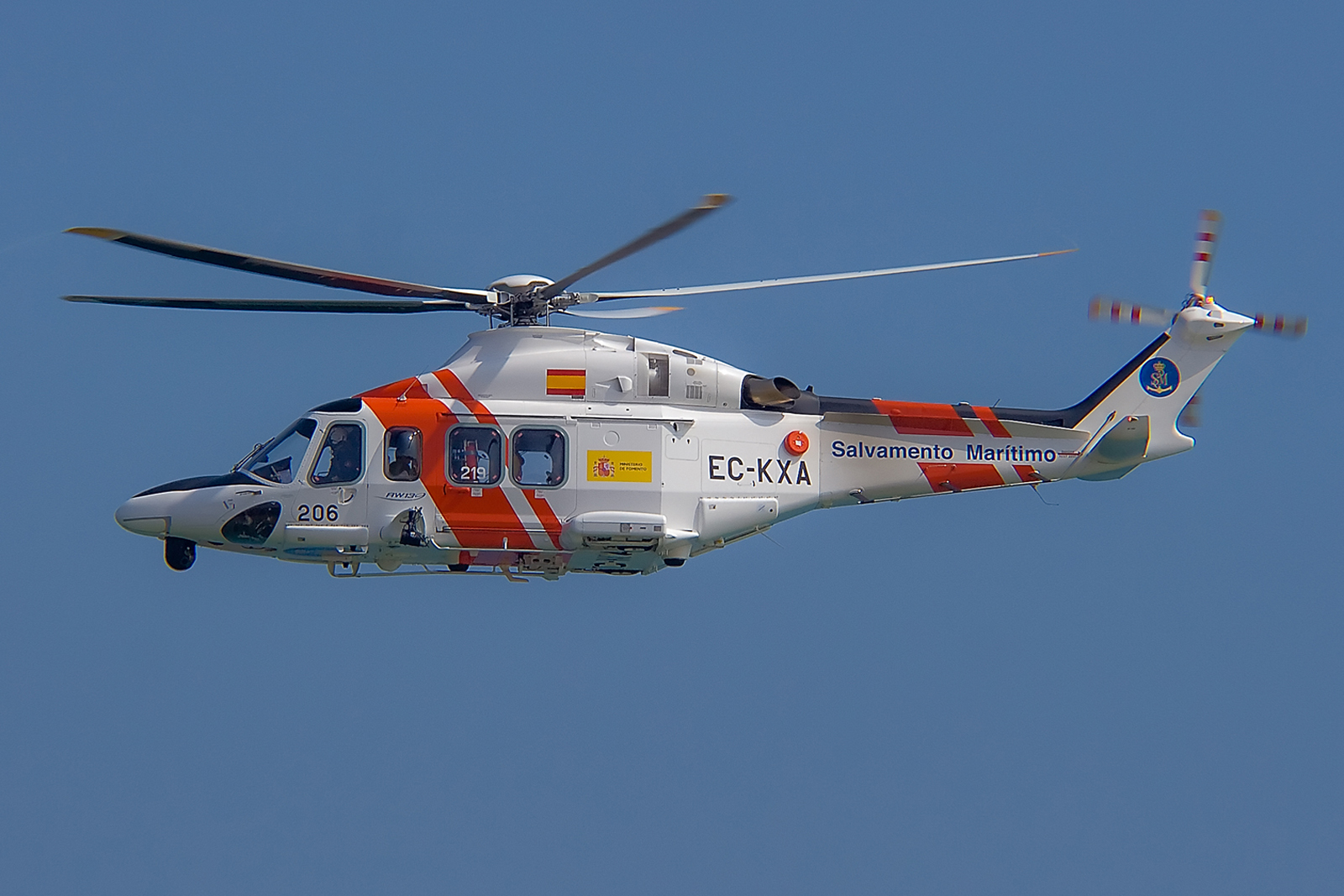
Spanischer SAR-AW139SAR

- United States Customs and Border Protection[54]
- Milestone Aviation Group[55]

 Volksrepublik China

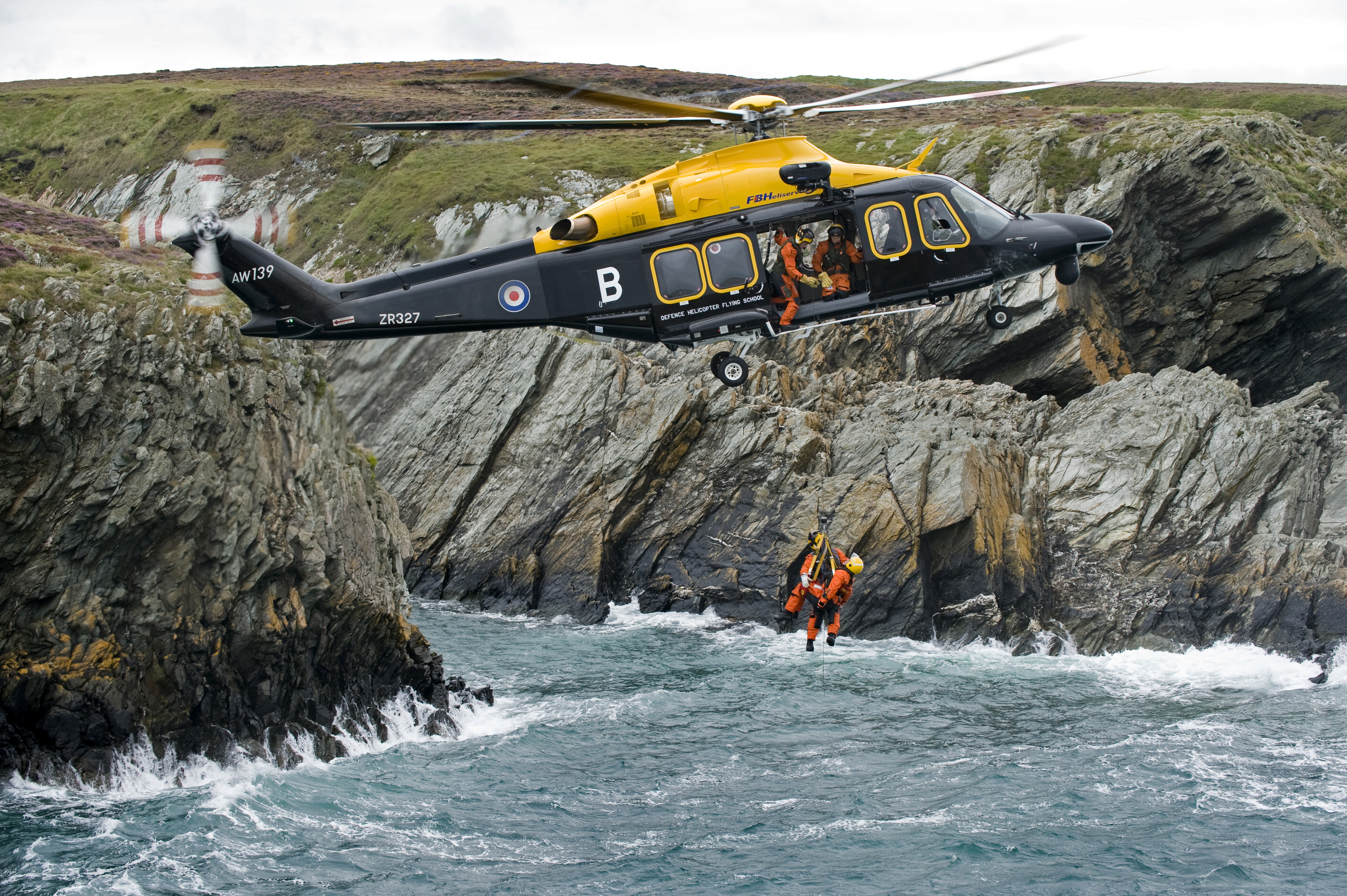
Royal Air Force AW139 während einer Übung

- Beijing Municipal Public Safety Bureau

 Zypern
- Cyprus Police Aviation Unit – 2 Maschinen[56]